# Vidmantas Plečkaitis

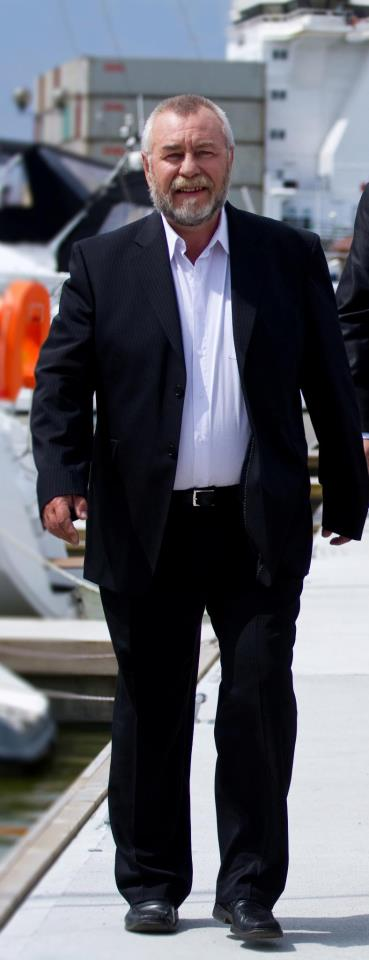
Vidmantas Plečkaitis

Vidmantas Plečkaitis (* 17. Februar 1957 in Klaipėda, Litauen) ist ein litauischer Marinemaler, Politiker und ehemaliger stellvertretender Bürgermeister von Klaipėda.

## Leben
1983 absolvierte Plečkaitis ein Studium der Mechanik an der Technischen Universität Kaunas. 1997 war er Direktor der Zweigstelle des Unternehmens R. Suslavičius in Klaipėda und von 2000 bis 2007 Vizebürgermeister (vicemeras) von Klaipėda. Seit 2007 ist er Sekretär des Stadtrates.
Plečkaitis war von 1993 bis 2003 Mitglied der Partei Lietuvos liberalų sąjunga.
2003 wurde er Mitglied der Abteilung und stellvertretender Vorsitzender und seit 2006 Vorsitzender der Partei Lietuvos centro sąjunga in Klaipėda.
Er ist verheiratet und hat zwei Söhne.